# 27ª Divisione fanteria "Brescia"
La 27ª Divisione fanteria "Brescia" è stata una delle Grandi Unità di fanteria del Regio Esercito italiano.

## Storia

### Le origini
Le origini della divisione risalgono alla Brigata "Lombardia", costituita il 27 febbraio 1849 e sciolta nella primavera dello stesso anno.
La Brigata "Brescia" dell'Esercito sabaudo fu costituita il 1º novembre 1859 con i reggimenti 19° e 20°, già appartenuti alla Divisione Lombarda che aveva combattuto nel corso della prima guerra di indipendenza.
La Brigata, entrata a far parte del Regio Esercito dopo la proclamazione del Regno d'Italia, fu impegnata nella Terza guerra di indipendenza italiana combattendo nella battaglia di Custoza, partecipando alla presa di Roma del 1870, nelle guerre coloniali, in Eritrea nel 1896 e nella conquista della Libia del 1911 nella Guerra italo-turca.

### Prima guerra mondiale
Alla vigilia dell'entrata in guerra dell'Italia nel primo conflitto mondiale la sede dei reggimenti in pace era per il 19º fanteria a Monteleone Calabro e per il 20º fanteria a Reggio Calabria.
Durante la prima guerra mondiale la grande unità si distinse sul fronte italiano a Loquizza, a Pecinka, sull'altopiano della Bainsizza, sul Monte San Michele, a Gorizia, a Castagnevizza e sul fronte occidentale con l'8ª Divisione del II Corpo d'armata italiano in Francia. Nel corso del conflitto il 19º e il 20º Reggimento vennero entrambi decorati dell'Ordine militare di Savoia e di due medaglie d'argento al valor militare
Dall'entrata in guerra dell'Italia nel conflitto, sino alla fine della prima battaglia dell'Isonzo la brigata era schierata nella zona di Lucinico, dove rimane in riserva. La brigata prese parte dal 18 luglio al 3 agosto 1915 alla seconda battaglia dell'Isonzo; lo spirito dimostrato in questa occasione dai due reggimenti che
furono ricordati nella motivazione della medaglia d'argento al valor militare concessa alla Brigata, che inviata in zona arretrata per ricostituire i suoi organici decimati, fece ritorno nello stesso settore all’inizio della quarta battaglia dell'Isonzo, combattendo sino al 21 novembre 1915 contro le posizioni nemiche di Monte San Michele.
Fino al maggio 1916 la brigata alternò i suoi reggimenti nelle trincee tra le trincee del San Michele e San Martino del Carso, contribuendo validamente al mantenimento ed al rafforzamento di quelle posizioni. Il 14 maggio, durante l'azione dimostrativa eseguita dagli Austriaci su tutta il fronte dell'Isonzo per mascherare l’inizio dell'offensiva nel Trentino, alcuni reparti nemici riuscirono a penetrare in una trincea della sella di San Martino, ma vennero ricacciati da un contrattacco del 19º fanteria, che presidiò quelle posizioni. Il 29 giugno l’attacco austriaco contro il San Michele, preparato col lancio di gas venefici, coinvolse anche il I° battaglione del l9º Reggimento e l'XI Battaglione del 20º reggimento che, benché decimati, ripresero le trincee momentaneamente perdute catturando un centinaio di prigionieri. Il contegno tenuto dai fanti dalla brigata anche in quell’occasione sarebbe stato ricordato dalla motivazione della medaglia d'argento concessa alle bandiere dei due reggimenti.
Il 15 luglio la brigata ritornò in linea per prendere parte alla battaglia di Gorizia con il compito di attaccare le cime 3 e 4 del S. Michele che il 6 agosto vennero conquistate e mantenute contro i replicati ritorni offensivi tentati dal nemico nei giorni successivi. La brigata venne richiamata in prima linea, il 15 agosto, per l'attacco del fronte Pecinka - Segeti. L’azione, iniziata con grande slancio, dal 19° verso il Pecinka e dal 20° verso Segeti, venne fermata dalla violenza del fuoco nemico.
Dopo un breve periodo di riordinamento, reso indispensabile dalle perdite sofferte nella battaglia di Gorizia, la brigata ritornò in linea il 12 settembre nel settore di Castagnevizza, prendendo parte nel mesi di settembre alla settima battaglia dell'Isonzo nel corso della quale riuscì a strappare al nemico, a prezzo di nuove gravi perdite alcuni elementi di trincea, cimentandosi poi xontro le stesse posizioni, nel mese di ottobre durante l'ottava battaglia dell'Isonzo, rimanendo nel settore di Castagnevizza fino alla fine del 1916, partecipando solo con alcuni reparti, messi a disposizione della 4ª Divisione, alla nona battaglia dell'Isonzo, combattuta nei primi giorni di novembre.
Dall'inizio del 1917 sino alla decima battaglia dell'Isonzo, combattuta nel mese di maggio e nei primi di giugno, la brigata ha alternato i periodi di riposo con turni di trincea nel settore di Castagnevizza ed in quello del Pecinka-Fajti, passando poi all'inizio di giugno nel settore di Flondar, dove il 5 e 6 giugno mosse più volte all'assalto contro le munitissime posizioni nemiche.
Dopo un breve periodo di riordinamento, la brigata venne inviata nel settore di Kambresko, nelle posizioni antistanti a Santa Lucia di Tolmino, esplicando la sua attività fino ai primi di agosto nel servizio di vigilanza e in frequenti azioni di pattuglie, partecipando poi a partire dal 22 agosto alla undicesima battaglia dell'Isonzo, già in pieno svolgimento.
Durante il ripiegamento al Piave, nell’ottobre 1917, conseguente alla sconfitta di Caporetto la brigata sostenne, il 25 ottobre, il primo urto col nemico ripiegando poi sulla destra dell'Isonzo, raggiungendo Valisella, nella zona di Gorizia, tentando con ogni sforzo di contrastare il passaggio dell'Isonzo al nemico. Obbligata a ritirarsi sotto la continua pressione del nemico, la brigata Brescia raggiunse Palmanova, Codroipo,e oltrepassato il Tagliamento e il Piave, raccogliendosi, il 19 novembre, nei pressi di Padova, da dove proseguì per raggiungere la zona di Parma, dove rimase per oltre quattro mesi, attendendo al proprio riordinamento, avendo perduto nella ritirata circa 2000 uomini, per la maggior parte rimasti prigionieri.
Ricostituita e completata, la brigata "Brescia", verso la fine di aprile 1918, venne trasferita in Francia, al comando del maggiore Federico Zuccaro, sostituito a partire dal 15 luglio dal brigadier generale Guglielmo Cartia.
La brigata, inquadrata nella 8ª Divisione del II Corpo d'armata italiano in Francia dopo avere fronteggiato, il 15 luglio, l'offensiva tedesca nella battaglia dell’Ardre, cercando in tutti i modi di contenerla, fu costretta a ripiegare e dopo essersi riordinata nella zona di Saint-Ouen, il 13 agosto venne trasferita nel settore di Futeau nelle Argonne, da dove nel mese di settembre raggiunse per ferrovia la zona a sud della Marna nei pressi di Château-Thierry entrando in linea il 16 settembre nel settore di Fismes a sud dell'Aisne, per passare poi, il 21 dello stesso mese, in quello di Vauxtin, da dove a partire dal 10 ottobre venne chiamata a prendere parte alla controffensiva alleata, già in pieno sviluppo. Il 12 ottobre le truppe del II Corpo Italiano ricevettero l'ordine di forzare l'Ailette oltrepassando il fiume nella stessa giornata; il giorno dopo i reparti più avanzati della Brigata "Brescia" raggiungono la ferrovia Laon-Reims, occupando il 14 ottobre la città di Sissonne.
Il 5 novembre la brigata occupò l'abitato di Ghauffour, il 7 raggiunse Résigny, battendosi il mattino seguente nel villaggio di Aouste, dove i tedeschi avevano organizzato una forte difesa, ne vinta il 9 novembre la resistenza tedesca proseguì nell'inseguimento, occupando nella stessa giornata i villaggi di Flaignes, Marby, Étalle e occupando, il 10 novembre, con il I Battaglione del 19º Reggimento, Rimogne.
L'11 novembre venne concluso l’armistizio e la brigata, per le prove di valore sui campi di battaglia francesi, ebbe le bandiere dei due reggimenti decorate di una seconda medaglia d’argento al valor militare.

### Periodo tra le due guerre
Il 6 novembre 1926, in esecuzione della legge 11 marzo 1926 sull'ordinamento del Regio Esercito, che prevede la costituzione delle brigate su tre reggimenti, la grande unità assunse l'ordinativo di XXVII Brigata di fanteria, nella quale entrarono a far parte il 19º e 20º Reggimento, inquadrata nella 27ª Divisione Militare Territoriale di Catanzaro. Tale unità il 1º gennaio 1935 assunse il nominativo di Divisione di Fanteria "Sila" (27ª). Allorché la Divisione "Sila", mobilitata, venne trasferita il 20 settembre 1935 in Eritrea, venne costituita a Catanzaro nella stessa data la Divisione di fanteria "Sila II" (127ª) che inquadrava la brigata di fanteria "Sila II" (CXXVII) con il 132º, 243º e 244º Reggimento fanteria, e il 45º Reggimento artiglieria.
In Eritrea la Brigata "Sila" prende parte alle operazioni per la conquista di Macallè e, il 4 novembre 1935, a quelle per l'occupazione di Adigrat. In dicembre la grande unità è stata impiegata in combattimenti a carattere locale nel settore meridionale di Enda Jesus-Passo Dogheà e in azioni di ricognizione nella zona di Debrì, Calammo, Scelicot.
Il 19 gennaio 1936, dopo aspri scontri, la Brigata "Sila" occupò importanti centri nel Tembien. Nel mese di febbraio, superata la tenace resistenza dei difensori, raggiunse le alture a nord di Amba Aradam e il 26 febbraio occupò il passo dell'Amba Alagi. Nel mese di marzo l'occupazione si estese all'Altopiano di Fenaroà e Socotà.
In Africa orientale le bandiere dei reggimenti della grande unità si guadagnarono la medaglia di bronzo al valor militare e la Croce dell'Ordine Militare di Savoia.
Al termine della campagna d'Etiopia al rientro in patria della "Sila", la "Sila II" venne sciolta.
Nel 1939 la grande unità fu rinominata 27ª Divisione fanteria "Brescia"  imperniata sul 19º e 20º reggimento fanteria Brescia e sul 55º reggimento artiglieria.

### Seconda guerra mondiale

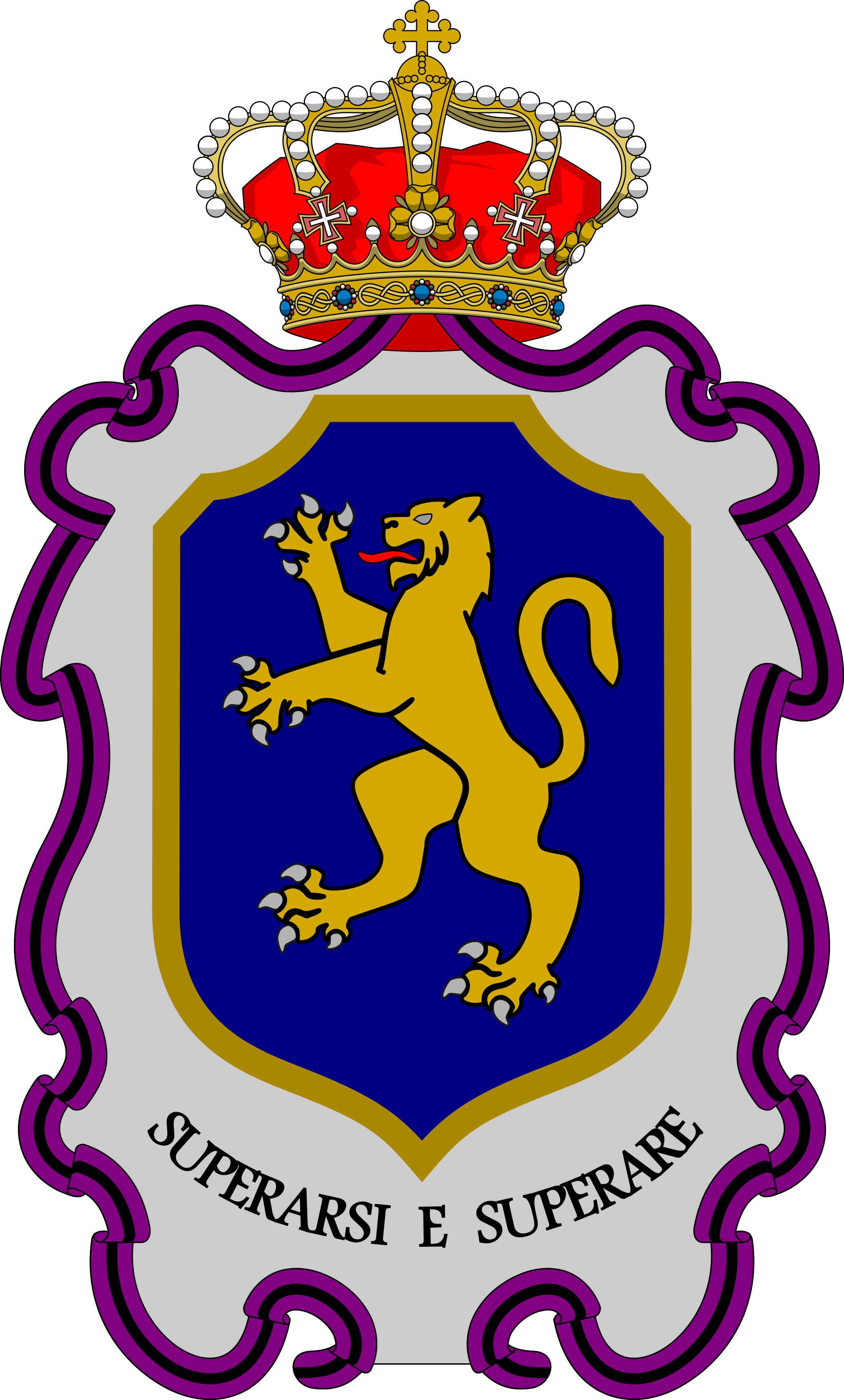
Stemma araldico del 19° Rgt.fanteria "Brescia", 1939

La Divisione "Brescia" subito dopo l'entrata in guerra dell'Italia nel secondo conflitto mondiale venne schierata al confine libico-tunisino, nella zona di Zauia, dove, dal 10 al 25 giugno 1940, alcuni reparti furono impegnati in scontri locali contro nuclei di irregolari tunisini. Dopo l'armistizio con la Francia assunse la difesa costiera della zona a ovest di Tripoli.
Dal 25 al 29 gennaio 1941 buona parte delle unità di artiglieria della divisione, distaccate in Cirenaica, presero parte ai combattimenti per la difesa della linea Derna-Mechili. In seguito a cedimento del fronte, furono costretti a ripiegare per Barce e Bengasi e il 5 febbraio vennero accerchiata a nord di Agedabia. Ai primi di marzo i restanti reparti della grande unità vennero schierati in zona avanzata a difesa della stretta di El Agheila e passati all'offensiva, il 24 contribuirono a battere le truppe britanniche a Marsa el Brega e il 2 aprile entrarono ad Agedabia, dove assunsero la difesa della rotabile per Giada. Ripresa l'avanzata, la Divisione occupò Bengasi e il 12 aprile si portò alla periferia di Tobruk e durante gli otto mesi di assedio alla cinta fortificata effettuò vari tentativi per conquistarla, tutti con esito negativo. Il 18 novembre gli inglesi, ripresero l'iniziativa nell'intento di ridurre la pressione contro le forze assediate, sottoponendo le unità della Divisione ad attacchi logoranti costringendole a ripiegare, il 10 dicembre, verso Ain el Gazala. Il 18, impegnata sul fronte di attacco inglese e minacciata di aggiramento da sud, la Divisione "Brescia" arretrò su Agedabia che raggiunse il 22 dicembre.
Nell'aprile 1942 la divisione viene spostata a El Mechili partecipando alla battaglia per l'aggiramento delle unità inglesi asserragliate tra Ain el Gazala e Tobruk. Il 20 giugno dopo avere raggiunto Bir Buscerat, a sud di Tobruk, e superate Bardia, Sollum e Sidi el Barrani, il 30 giugno venne a contatto della cinta fortificata di Marsa Matruh e oltrepassato anche questo ostacolo, il 1º luglio la Divisione venne impegnata in violenti combattimenti e sottoposta ai successivi contrattacchi inglesi tra il 21 e il 27 luglio, arrestandosi a sud di El Alamein. Nei mesi seguenti l'iniziativa passò all'avversario. Il 24 ottobre nel corso della battaglia di El Alamein il settore della Divisione "Brescia" venne investito da forze corazzate inglesi e la Divisione resistette anche il 4 novembre all'attacco di forti contingenti corazzati; dopo gli scontri la Divisione ripiegò verso Fuka, con la maggior parte delle unità appiedate, in una marcia dispendiosa e durissima; il 7 novembre i resti della Divisione "Brescia" vennero raggiunti e annientati mentre erano in vista di Fuka. La divisione viene sciolta per eventi bellici il 25 novembre 1942.
I comandanti della 27ª divisione Brescia furono dal 1939 al 1942 i seguenti:
Generale di divisione Giuseppe Cremascoli dal maggio 1939 al 1º marzo 1941 (ricoverato per grave malattia);
Generale di divisione Bortolo Zambon dal 2 marzo al 10 ottobre 1941;
Generale di divisione Benvenuto Gioda dall'11 ottobre al 31 dicembre 1941 (provvisorio);
Generale di brigata Giacomo Lombardi dal 1º gennaio al 16 luglio 1942 (ferito gravemente sul campo);
Generale di brigata Dino Parri dal 30 luglio al 15 agosto 1942  (interinale);
Generale di divisione Giovanni Battista Oxilia dal 16 agosto all'8 settembre 1942;
Generale di brigata Alessandro Predieri dal 9 settembre al 13 ottobre 1942 (caduto sul campo);
Generale di Divisione Brunetto Brunetti dal 19 ottobre al 5 novembre 1942 (prigioniero dei britannici).

### Brigata meccanizzata "Brescia"
Con la riorganizzazione dell'Esercito Italiano del 1975, la grande unità venne ricostituita come Brigata meccanizzata inquadrata nella Divisione "Mantova" del 5º Corpo d'armata di Vittorio Veneto, sopravvivendo allo scioglimento della divisione del 1986 e resa autonoma, venne inquadrata nel III Corpo d'armata di Milano restando operativa fino al 1991, quando fu definitivamente disciolta.